# Kafr Musa (Idlib)
Kafr Musa (arab. ‏كفر موسى‎) – wieś w Syrii, w muhafazie Idlib. W 2004 roku liczyła 830 mieszkańców.